# 鄺璠
鄺璠（1458年—1521年），字廷瑞，號阿陵，直隸河間府任丘縣（今河北省任丘市）人，明朝政治人物。

## 生平
弘治五年（1492年），鄺璠中式壬子科順天鄉試第三名舉人，弘治六年（1493年）聯捷癸丑科毛澄榜三甲二十一名進士。翌年任苏州府吴县（今属苏州市）知县。在吴八年，遷徽州府同知，十五年丁父艰，服闋，補金华府同知。正德二年（1507年）母亲去世守制，终丧改河南府。正德六年（1511年），升任瑞州府知府，因忤宁王朱宸濠被免官。正德十六年卒，年六十四，追贈江西布政使司左參政。

## 家族
曾祖鄺可端；祖父鄺福；父鄺觀政，海盐縣丞。母尹氏。具庆下。弟鄺珩，平凉知府。